# Karamanlı Mehmed Paixà
Karamanlı Mehmed Paixà (o Nishandj Karamani Mehmed Pasha) fou gran visir otomà del 1476 al 1481, i historiador.
Es va criar a Konya i ja més gran va exercir diversos càrrecs arribant al rang de visir el 13 de setembre de 1458. Fou nomenat gran visir el maig de 1476 després de la revocació de Gedik Ahmed Pasha. Va promoure la política de Mehmet II i va crear la institució dels kadi askers (jutges suprems), un per Rumèlia i un per Anatòlia, i va crear el sistema de terres en timar, concedides a individuals pel seu manteniment mentre servien a l'exèrcit. Va donar suport com a successor al príncep Gem (que era governador de Karaman) en contra del príncep Baiazet. El 1481 va acompanyar al sultà a la darrera campanya quan va morir a Maltepe, i va amagar la mort del sultà (3 de maig de 1481) avisant només a Gem i Baiazet. Va portar el cadàver en secret a Istanbul i pretenia impedir que es pogués arribar a la ciutat i se sabés la mort del sultà abans d'arribar Gem, però finalment es va saber i els geníssers van començar l'agitació que va derivar en revolta; Karamani fou perseguit a la seva residència i assassinat (4 de maig de 1481). Gem no va arribar fins al dia 7.
Va escriure una història de l'imperi de la fundació el 1451, i una altra del 1451 al 1480.